# Phyllangia hayamaensis
Phyllangia hayamaensis is een rifkoralensoort uit de familie van de Caryophylliidae. De wetenschappelijke naam van de soort is voor het eerst geldig gepubliceerd in 1968 door Eguchi.